# Epidendrum tridens
Epidendrum tridens är en orkidéart som beskrevs av Eduard Friedrich Poeppig och Stephan Ladislaus Endlicher. Epidendrum tridens ingår i släktet Epidendrum och familjen orkidéer. Inga underarter finns listade i Catalogue of Life.